# Bound for Glory 2006
Bound for Glory 2006 è stata la seconda edizione del pay-per-view prodotto dalla federazione Total Nonstop Action Wrestling (TNA). L'evento ha avuto luogo il 22 ottobre 2006 presso il Compuware Sports Arena di Charter Township of Plymouth nel Michigan.

## Risultati
| #    | Match | Stipulazioni                                                    | Durata |
| ---- | --- | --------------------------------------------------------------- | ------ |
| Dark | Robert Roode (con Ms. Brooks) ha sconfitto Lance Hoyt | Single match                                                    | 04:00  |
| 1    | Austin Starr ha vinto eliminando per ultimo Jay Lethal | X Division Gauntlet for the Gold                                | 17:24  |
| 2    | Team 3D (Brother Ray e Brother Devon) ha sconfitto America's Most Wanted (Chris Harris e James Storm), The James Gang (B.G. James e Kip James) e The Naturals (Andy Douglas e Chase Stevens) | 4-Way Tag Team match                                            | 07:02  |
| 3    | Samoa Joe ha sconfitto Abyss (con James Mitchell), Brother Runt e Raven | Monster Ball match con Jake Roberts come arbitro speciale       | 11:51  |
| 4    | Eric Young ha sconfitto Larry Zbyszko | You're Fired! match                                             | 03:35  |
| 5    | Chris Sabin ha sconfitto Senshi (c) | Single match per il TNA X Division Championship                 | 13:00  |
| 6    | Christian ha sconfitto Rhino | Street Fight match                                              | 14:44  |
| 7    | The Latin American Xchange (Hernandez e Homicide) (con Konnan) hanno sconfitto AJ Styles e Christopher Daniels (c)                                                                           | Six Sides of Steel match per l'NWA World Tag Team Championship  | 14:50  |
| 8    | Sting ha sconfitto Jeff Jarrett (c) | Title vs. Career match per l'NWA World Heavyweight Championship | 15:11  |

## X Division Gauntlet for the Gold
| Entrante | Entrante             | Eliminato da | Eliminato da           |
| -------- | -------------------- | ------------ | ---------------------- |
| 1        | Austin Starr         | #            | Vincitore              |
| 2        | Sonjay Dutt          | 1            | Matt and Kazarian      |
| 3        | Maverick Matt        | 4            | Shark Boy and D-Ray    |
| 4        | Jay Lethal           | 15           | Starr                  |
| 5        | A-1                  | 3            | Matt and Kazarian      |
| 6        | Zach Gowen           | 5            | Devine                 |
| 7        | Kazarian             | 6            | Starr                  |
| 8        | Sirelda              | 2            | A-1                    |
| 9        | Shark Boy            | 8            | Shelley                |
| 10       | Alex Shelley         | 14           | Starr                  |
| 11       | D-Ray 3000           | 7            | Starr                  |
| 12       | Johnny Devine        | 13           | Starr                  |
| 13       | Elix Skipper         | 10           | Mark "Slick" Johnson * |
| 14       | Short Sleeve Sampson | 9            | Shelley                |
| 15       | Norman Smiley        | 11           | Mark "Slick" Johnson * |
| 16       | Petey Williams       | 12           | Shelley                |

(*) Mark "Slick" Johnson era un arbitro e non un entrante ufficiale.